# Синьфэн (Гуандун)
Синьфэ́н (кит. упр. 新丰, пиньинь Xīnfēng) — уезд городского округа Шаогуань провинции Гуандун (КНР).

## История
Впервые уезд Синьфэн был создан в эпоху Южных и северных династий, в 483 году, когда эти места находились в составе южной империи Ци. После объединения китайских земель в империю Суй уезд был в 598 году переименован в Сюцзи (休吉县), а в 607 году присоединён к уезду Хэюань.
Во времена империи Мин в 1569 году на стыке уездов Хэюань, Индэ и Вэнъюань был создан уезд Чаннин (长宁县). После Синьхайской революции в Китае была проведена сверка названий уездов в масштабах страны, и выяснилось, что уезды с точно таким  же названием существуют ещё в нескольких провинциях, поэтому в 1914 году уезд Чаннин провинции Гуандун был переименован в Синьфэн.
В 1950 году был образован Специальный район Бэйцзян (北江专区), и уезд вошёл в его состав. В декабре 1951 года уезд перешёл в состав Специального района Дунцзян (东江专区). В 1952 году Специальный район Дунцзян был расформирован, и был образован Административный район Юэбэй (粤北行政区). В конце 1955 года было принято решение о расформировании Административного района Юэбэй, и в 1956 году был создан Специальный район Шаогуань (韶关专区). В декабре 1958 года уезд Синьфэн был присоединён к уезду Вэнъюань, но уже в ноябре 1959 года он был вновь выделен в отдельный уезд. В 1970 году Специальный район Шаогуань был переименован в Округ Шаогуань (韶关地区). В 1975 году уезд перешёл под юрисдикцию властей Гуанчжоу.
В 1988 году уезд перешёл из-под юрисдикции властей Гуанчжоу в состав городского округа Шаогуань.

## Административное деление
Уезд делится на 1 уличный комитет и 6 посёлков.